# St. Markus (Ingolstadt)

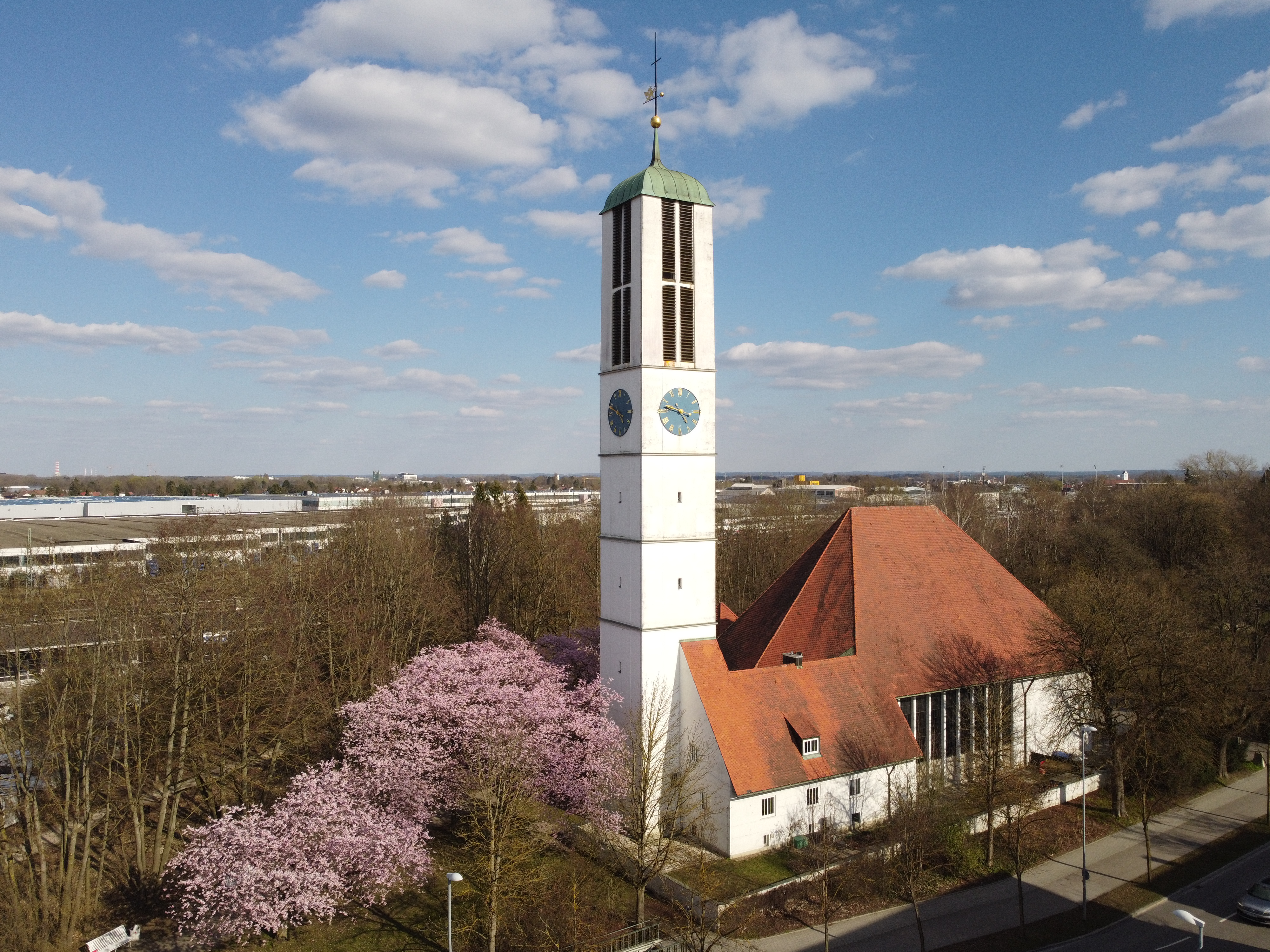
Blick von Westen auf St. Markus

St. Markus ist ein evangelischer Sakralbau im Süden von Ingolstadt. Die Kirche gehört zum Evangelisch-Lutherischen Dekanat Ingolstadt und bildet das geistliche Zentrum der Kirchengemeinde Ingolstadt-Süd.

## Geschichte
Die Entstehung der Kirche geht auf die Zeit nach dem Zweiten Weltkrieg zurück. Aufgrund des starken Zuzugs evangelischer Heimatvertriebener und Bundesbahnangehöriger entstand im Süden Ingolstadts ein wachsender Bedarf an einem eigenen Gotteshaus. Zunächst wurde 1946 eine Notbaracke an der Aventinstraße errichtet, in der Gottesdienste abgehalten und ein Kindergarten untergebracht war. Am 27. September 1959 wurde der Grundstein für die neue Kirche gelegt. Die Baupläne stammten vom bekannten Sakralarchitekten Gustav Gsaenger aus München, die örtliche Bauleitung übernahm Architekt Fleck aus Ingolstadt. Die Bauarbeiten führte die Firma Maier & Stadlinger durch. Die feierliche Einweihung erfolgte am 23. Oktober 1960 durch Oberkirchenrat Schabert.
Die Kirchengemeinde St. Markus wurde am 5. April 1960 offiziell gegründet. Sie umfasst das Gebiet südlich der Donau in Ingolstadt sowie umliegende Orte wie Ringsee, Kothau, Rothenturm und Niederfeld. Die Gemeinde ist geprägt durch ein aktives Gemeindeleben mit Gottesdiensten, Kinder- und Jugendgruppen, Seniorenangeboten, musikalischen Gruppen und sozialdiakonischen Projekten. Besonders hervorzuheben ist das Engagement im Bereich der Integration und Seelsorge für Bundeswehrangehörige. Zur Gemeinde gehören auch der Kindergarten St. Markus und das Gemeindehaus Am Anger.

## Kirchengebäude und Ausstattung
Die Kirche St. Markus ist ein schlichter, funktionaler Bau der Nachkriegsmoderne. Der Innenraum ist hell und offen gestaltet, mit einem klaren Fokus auf den Altarraum. Vom Altar aus erstreckt sich eine Sichtachse über das Eingangsportal in den grünen Stadtpark „Am Schwarzen Weg“. Das zweischiffig angelegte, durch Säulen gestützte Langhaus wird von einem Zeltdach bedeckt. Der Kirchkörper beinhaltet eine Haupthalle mit 600 Sitzplätzen, einer den Gemeinderaum einschließenden Vorhalle, sowie einen über 50 m hohen Turm mit Glockenhaube. Die Kirchenspitze ziert eine typische Turmkugel mit aufgesetztem Markuslöwen.

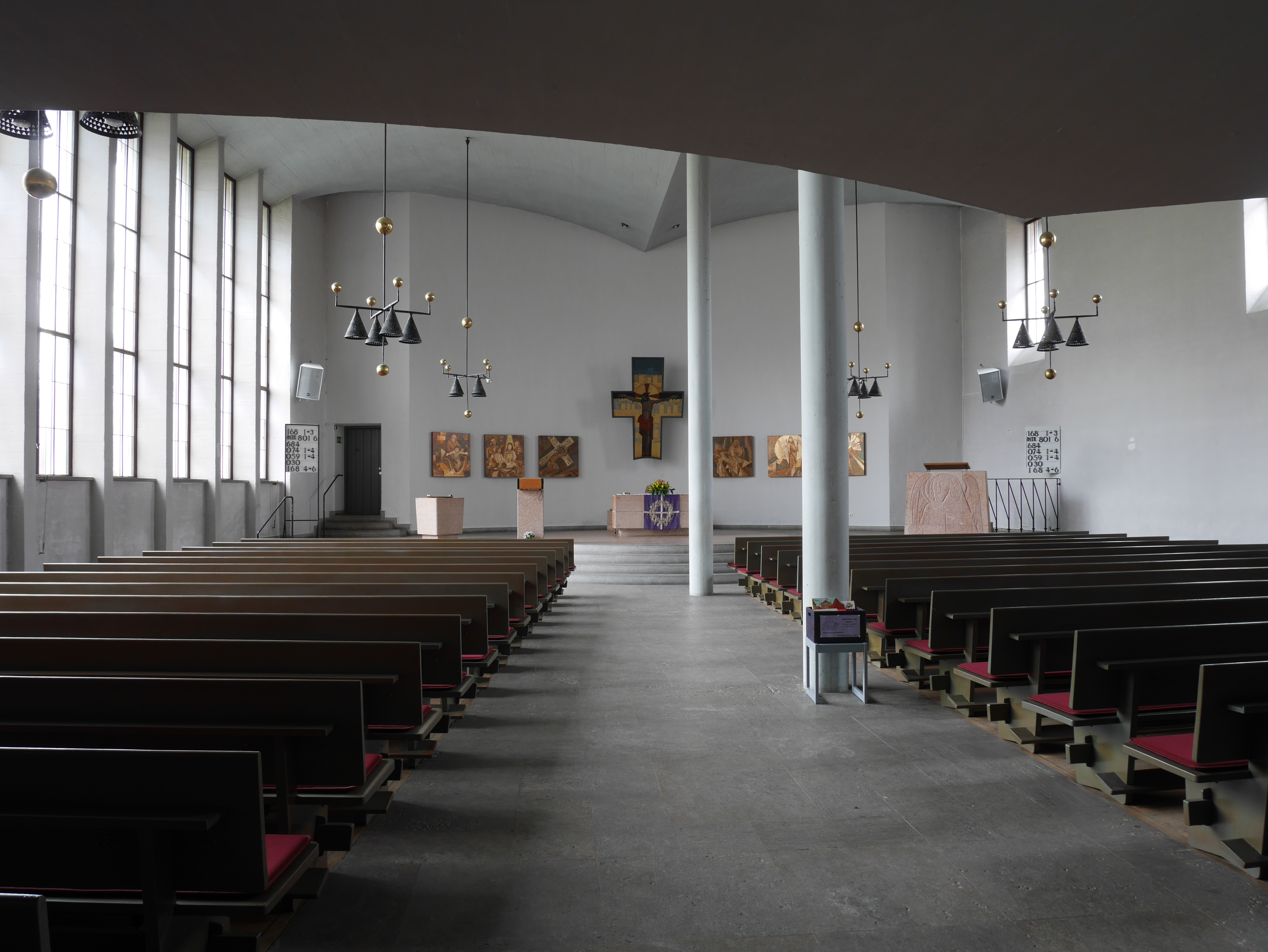
Innenflucht

Das Gotteshaus zeichnet sich durch seine Schlichtheit, Funktionalität, Lichtführung und der Zentralität des Altars aus.
Der Bau verzichtet auf übermäßige Ornamentik und konzentriert sich auf klare Linien und eine ruhige Raumwirkung. Große Fensterflächen lassen viel Tageslicht in den Innenraum und schaffen eine helle, freundliche Atmosphäre. Der Altar steht im Mittelpunkt des Raumes und wird durch die architektonische Gestaltung besonders hervorgehoben.
Beim Betreten der Kirche fällt der Blick sofort auf das Altarkreuz, das von Anna Gsaenger, der Tochter des Architekten, gestaltet wurde. Hinter dem klassischen Kruzifix leuchtet symbolisch das himmlische Jerusalem auf.
Der Altar ist schlicht gehalten und bildet das liturgische Zentrum der Kirche. Er ist aus Naturstein gefertigt und wird von dem Altarkreuz überragt. Die Gestaltung folgt dem reformatorischen Prinzip der Konzentration auf das Wort Gottes. Im Relief der Kanzel ist der Markuslöwe abgebildet.
Die Altarbilder wurden in den 1980er Jahren im Zuge eines Umbaus des Altarraums eingefügt. Die sechs quadratischen Bildtafeln zu Taufe, Abendmahl, Kreuzigung Grablegung, Auferstehung und zum Heiligen Geist stammen vom Nürnberger Künstler Wolfgang Posse und zeigen Szenen aus dem Leben Jesu und erzeugen durch die Silberoxidtechnik einen warmen Glanz. Harmonisch fügt sich der moderne, expressive Stil in die schlichte Architektur der Kirche ein.

An der Ostseite des Altarraums findet sich ein Kunstwerk von Ernst Steinacker (1972). Es zeigt einen Engelschor: goldene Figuren, teils mit Saiten-, teils mit Blasinstrumenten. In ihrer Mitte throhnt der auferstandene Herr der Kirche: Jesus Christus. Die Engel jubeln ihm zu und erinnern den Betrachter zugleich daran, dass alles irdische Tun der Gemeinde Gottes verbunden ist mit der himmlischen Sphäre. So steht auch jeder christliche Gottesdienst in Beziehung zum himmlischen Lob der dreieinigen Gottes.

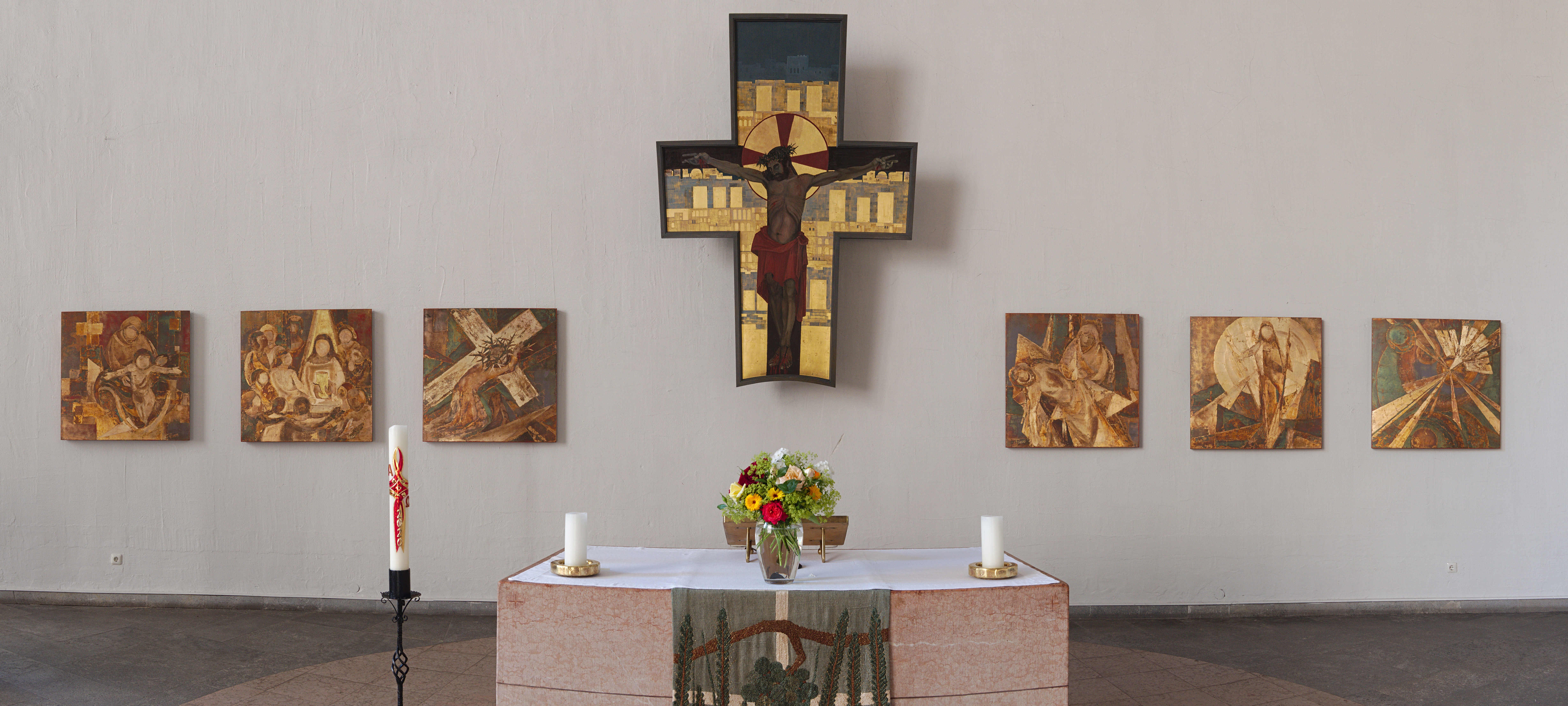
Altar mit Kreuz und Szenen aus Jesus Leben
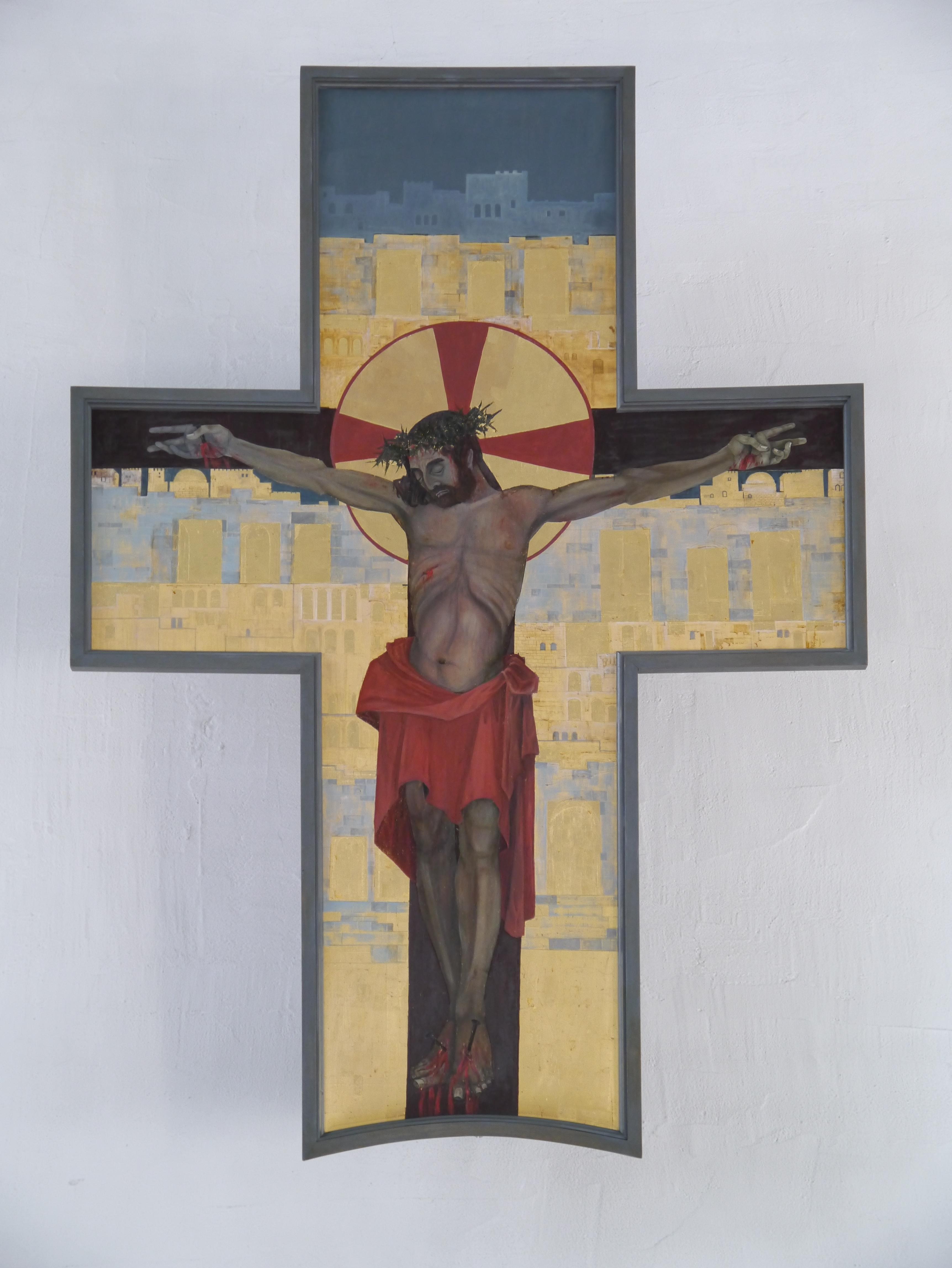
Altar Kreuz
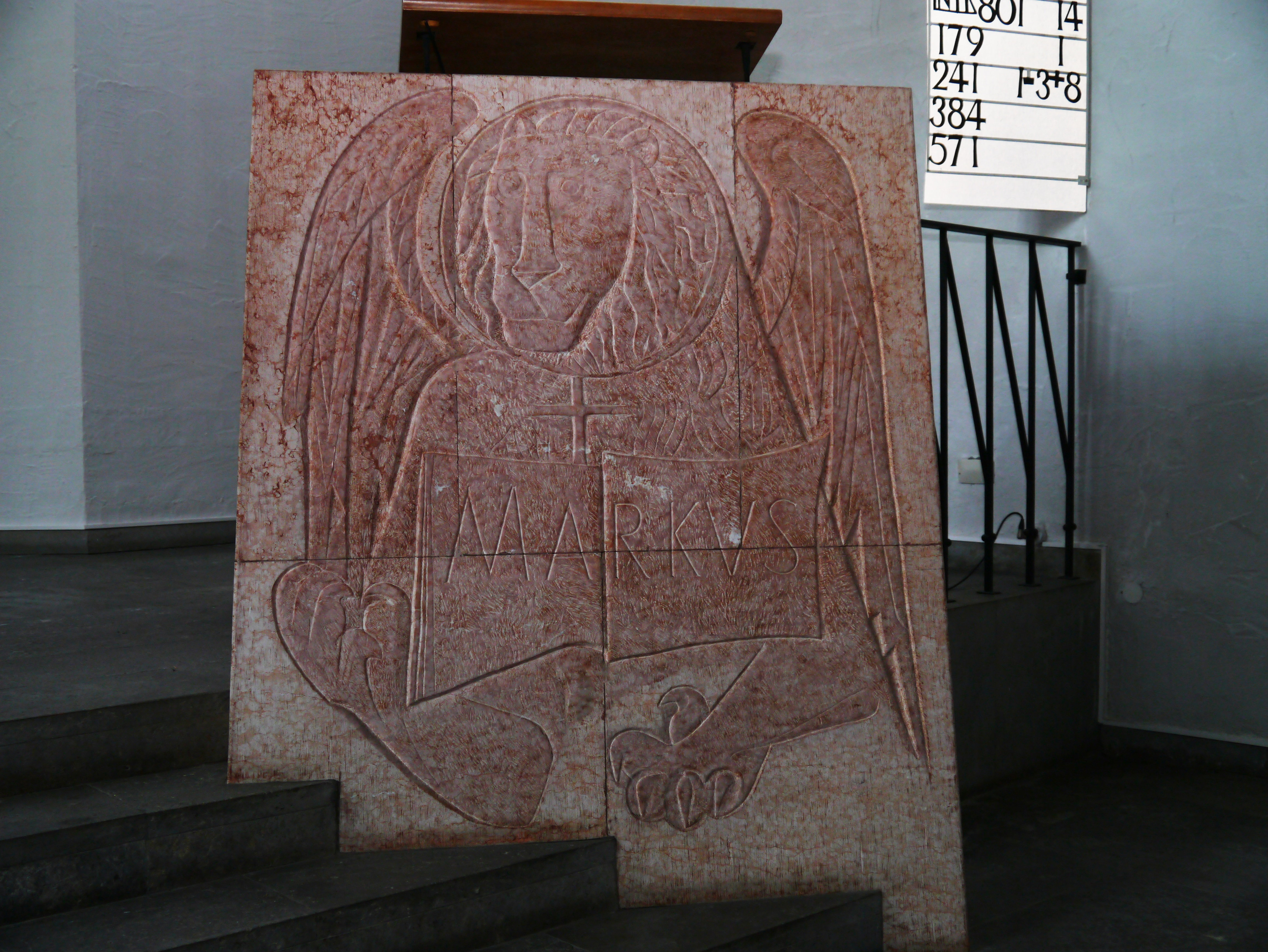
Kanzel mit Markuslöwen
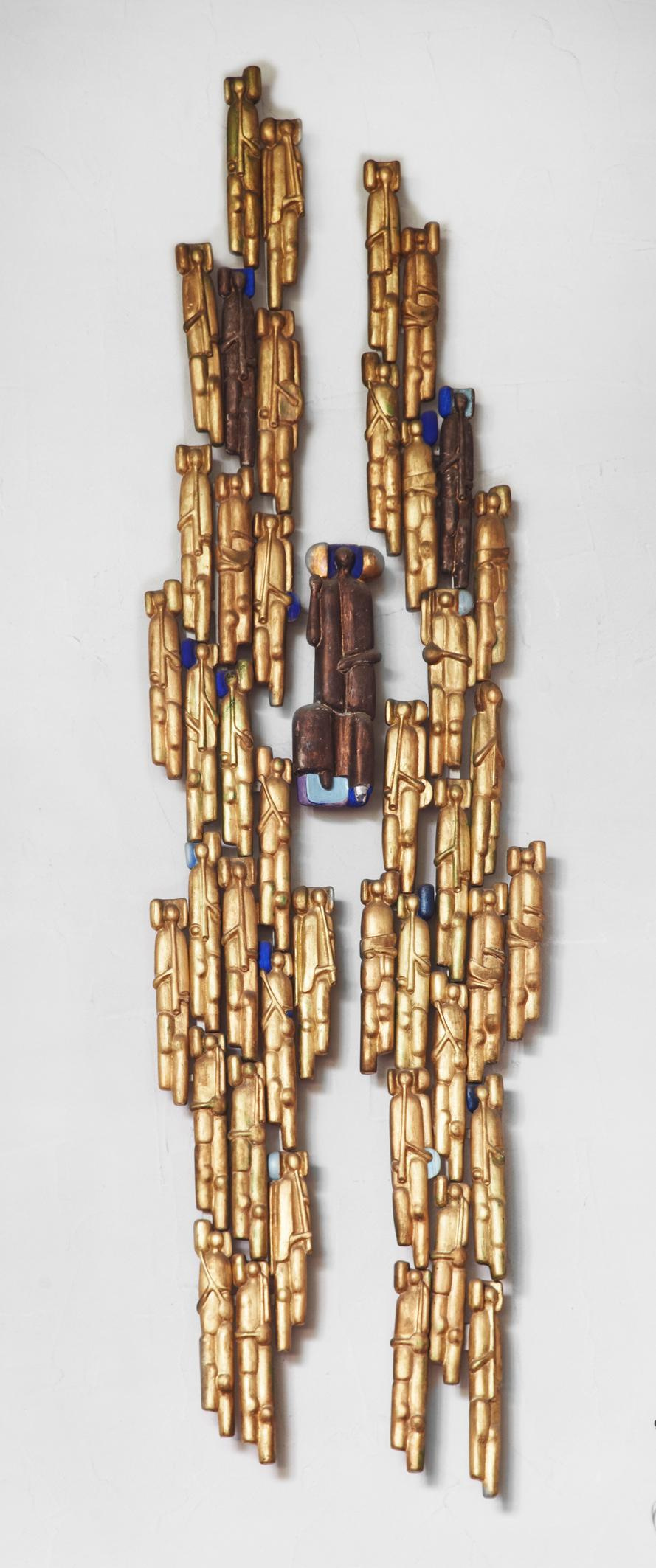
Engelschor: Der Chor der himmlischen Heerscharen jubelt dem auferstandenen Herren zu.

## Orgel

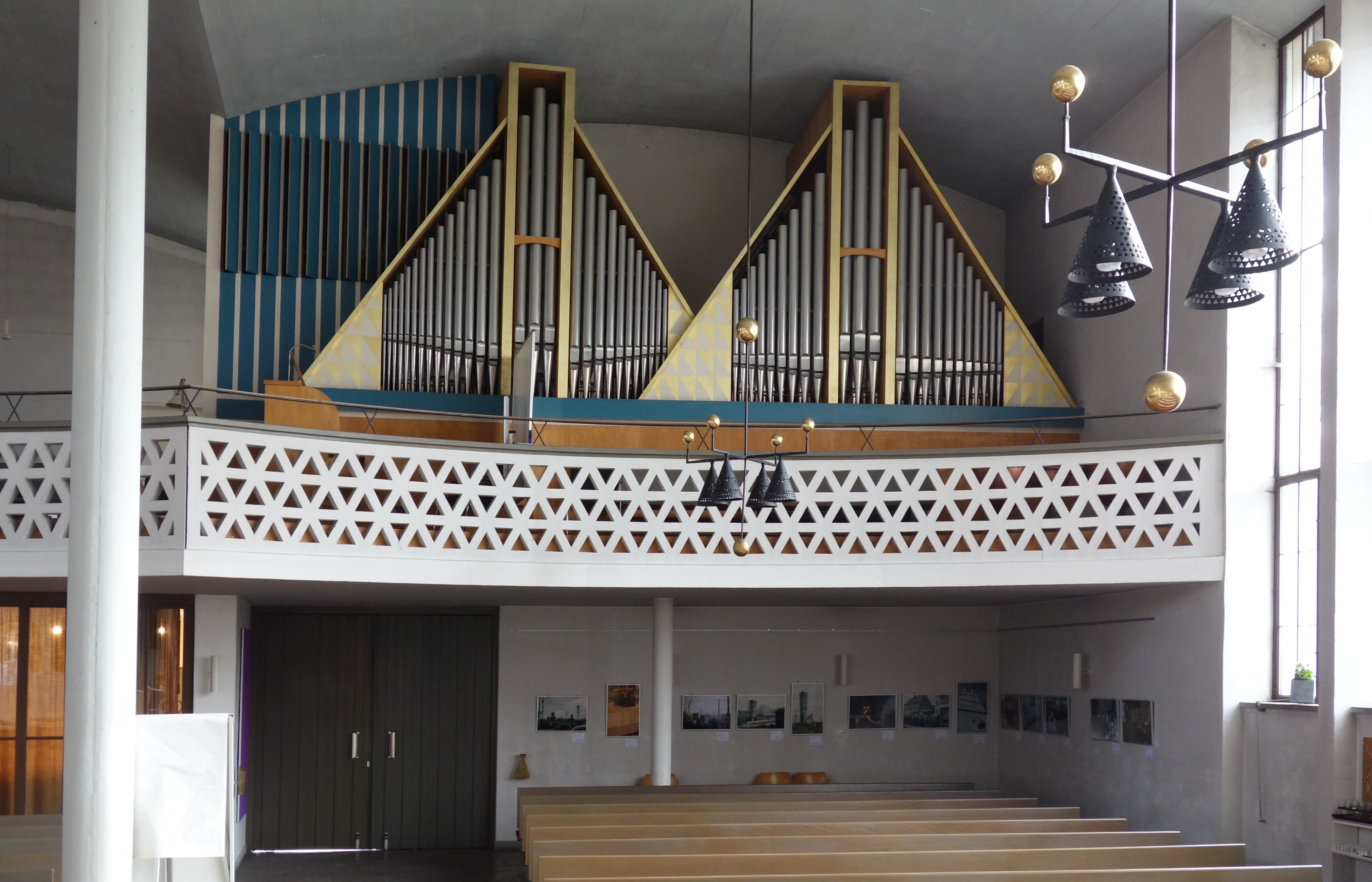
Die Steinmeyer-Orgel

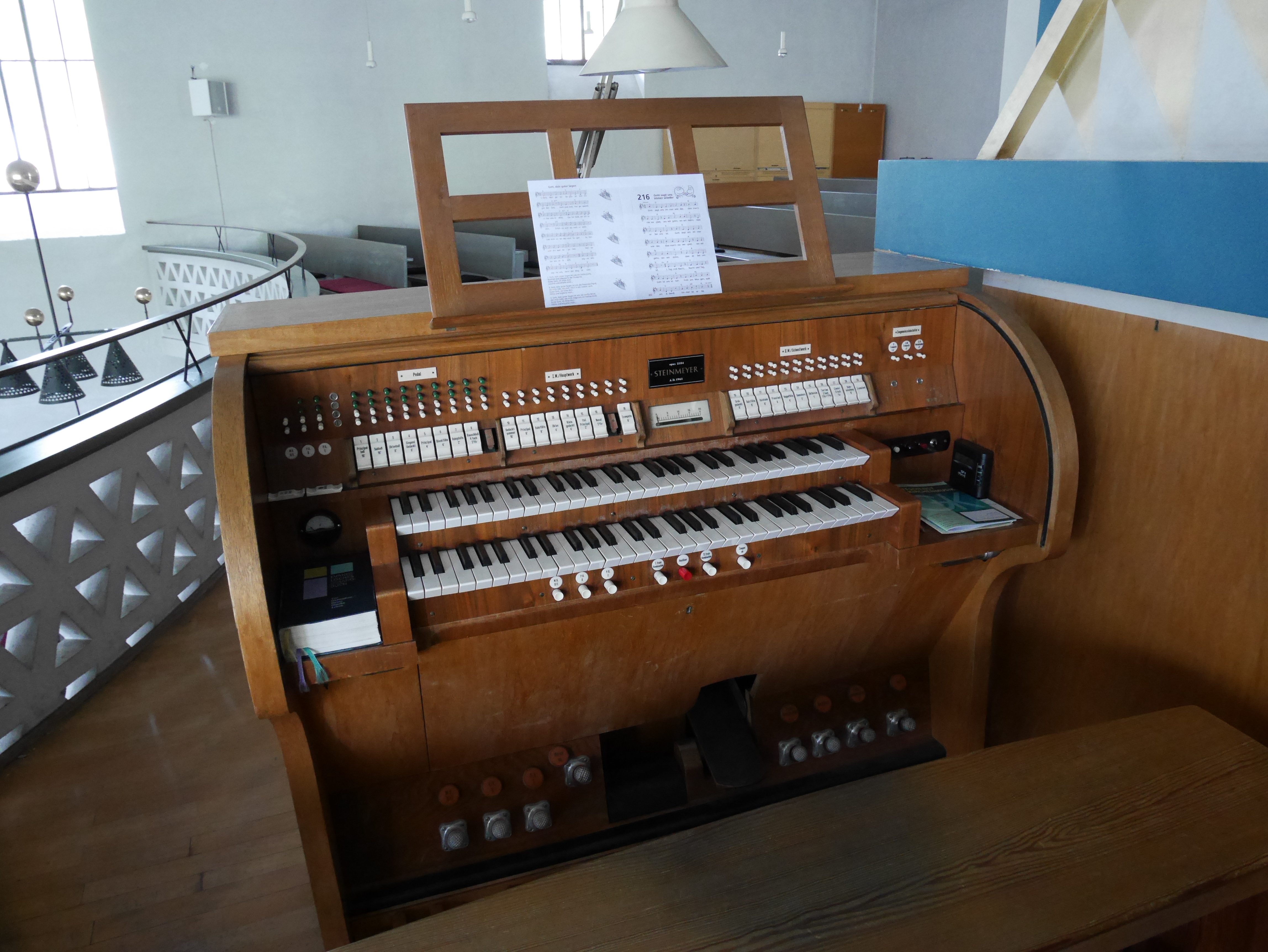
Spieltisch

Die Orgel wurde 1965 von der Orgelbaufirma Steinmeyer als op. 2104 gebaut und ersetzte ein temporär eingesetzte Orgelpositiv. Die 28 Register mit ca. 1380 Pfeifen verteilen sich auf zwei Manuale und Pedal. Die Disposition der Orgel lautet:
| I Hauptwerk C–g3 |       |
| Gedacktpommer    | 16′   |
| Prinzipal        | 08′   |
| Rohrflöte        | 08′   |
| Oktav            | 04′   |
| Kleingedeckt     | 04′   |
| Nasat            | 2 ⁄3′ |
| Ital. Prinzipal  | 02′   |
| Mixtur IV        | 1 ⁄3′ |
| Trompete         | 08′   |

| II Schwellwerk C–g3 |       |
| Grobgedackt         | 8′    |
| Dulzflöte           | 8′    |
| Quintade            | 8′    |
| Praestant           | 4′    |
| Koppelflöte         | 4′    |
| Gemshorn            | 2′    |
| Oktävlein           | 1′    |
| Terzian II          | 1 ⁄3′ |
| Cimbel III          | 1⁄2′  |
| Rohrschalmey        | 8′    |
| Tremulant           |       |

| Pedal C–f1      |       |
| Prinzipalbaß    | 16′   |
| Subbaß          | 16′   |
| Oktavbaß        | 08′   |
| Singend Gedackt | 08′   |
| Blockflöte      | 04′   |
| Rohrpfeife      | 02′   |
| Rauschbaß IV    | 2 ⁄3′ |
| Trompete        | 16′   |

- Koppeln: II/I, I/P, II/P
- Spielhilfen: 2 freie Kombinationen, 2 Pedalkombinationen, Zungen ab, Zungeneinzelabsteller, Crescendo, Crescendo ab
- Bemerkungen: Kegelladen, elektrische Spiel- und Registertraktur

## Glocken

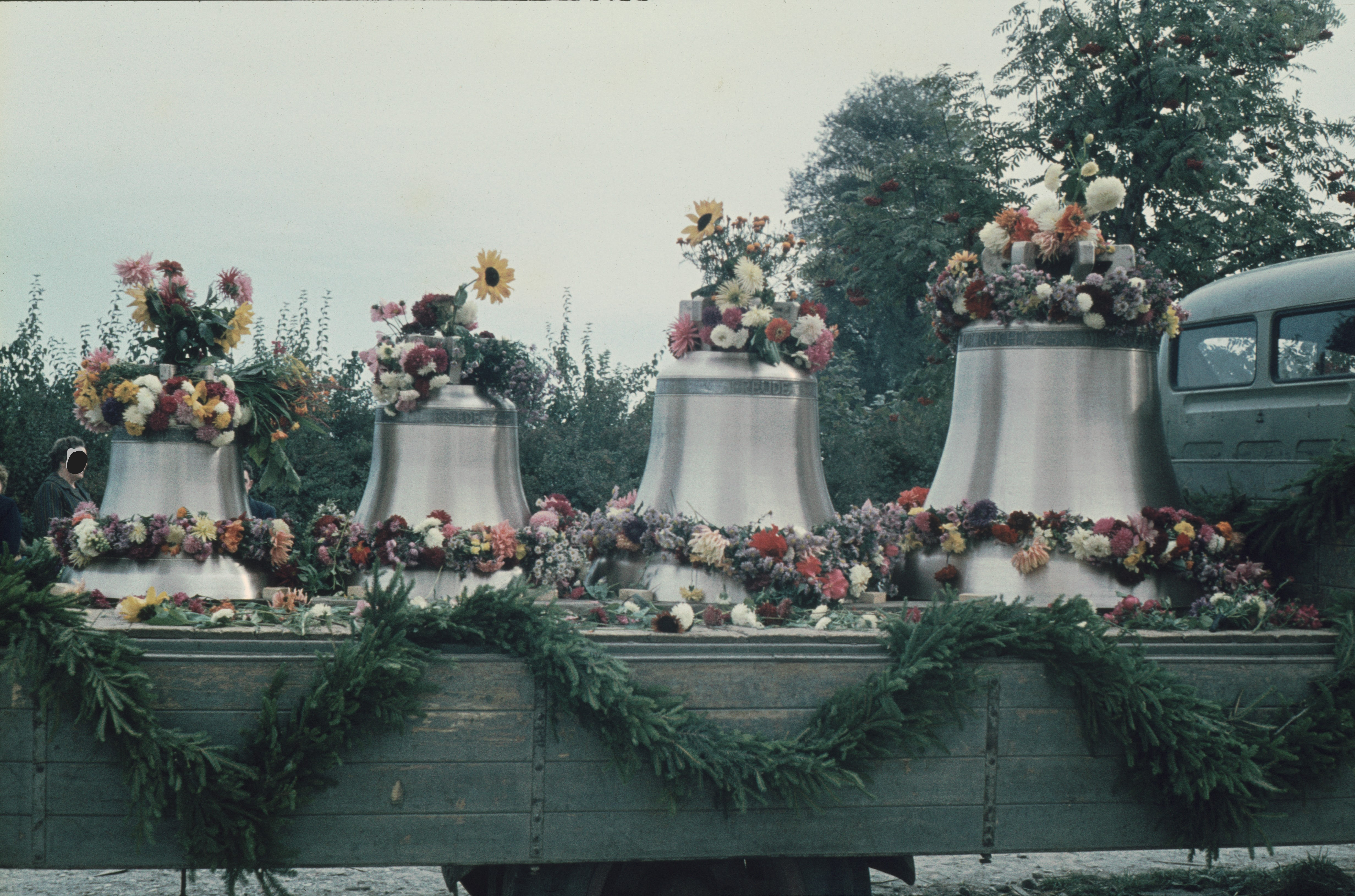
Glockenweihe

Im Turm der Markuskirche hängt ein vierstimmiges Geläut, das im Jahr 1960 der Werkstatt von Karl Czudnochowsky gegossen wurde. Die Inschriften der Glocken nehmen Bezug auf den Bibelvers Galater 5,22 . Die Tonfolge entspricht dem sogenannten „Wachet-auf“-Motiv, das häufig in evangelischen Kirchen verwendet wird. Es erinnert an den Choral „Wachet auf, ruft uns die Stimme“ und verleiht dem Geläut einen festlichen und zugleich mahnenden Charakter.
| Nr. | Inschrift                            | Gewicht (kg) | Schlagton (a′=435 Hz) |
| 1   | Die Frucht des Geistes ist die Liebe | 1000         | e′                    |
| 2   | Freude                               | 500          | gis′                  |
| 3   | Friede                               | 310          | h′                    |
| 4   | Geduld und Treue                     | 200          | cis′′                 |

## Der Markuslöwe an der Kirchturmspitze

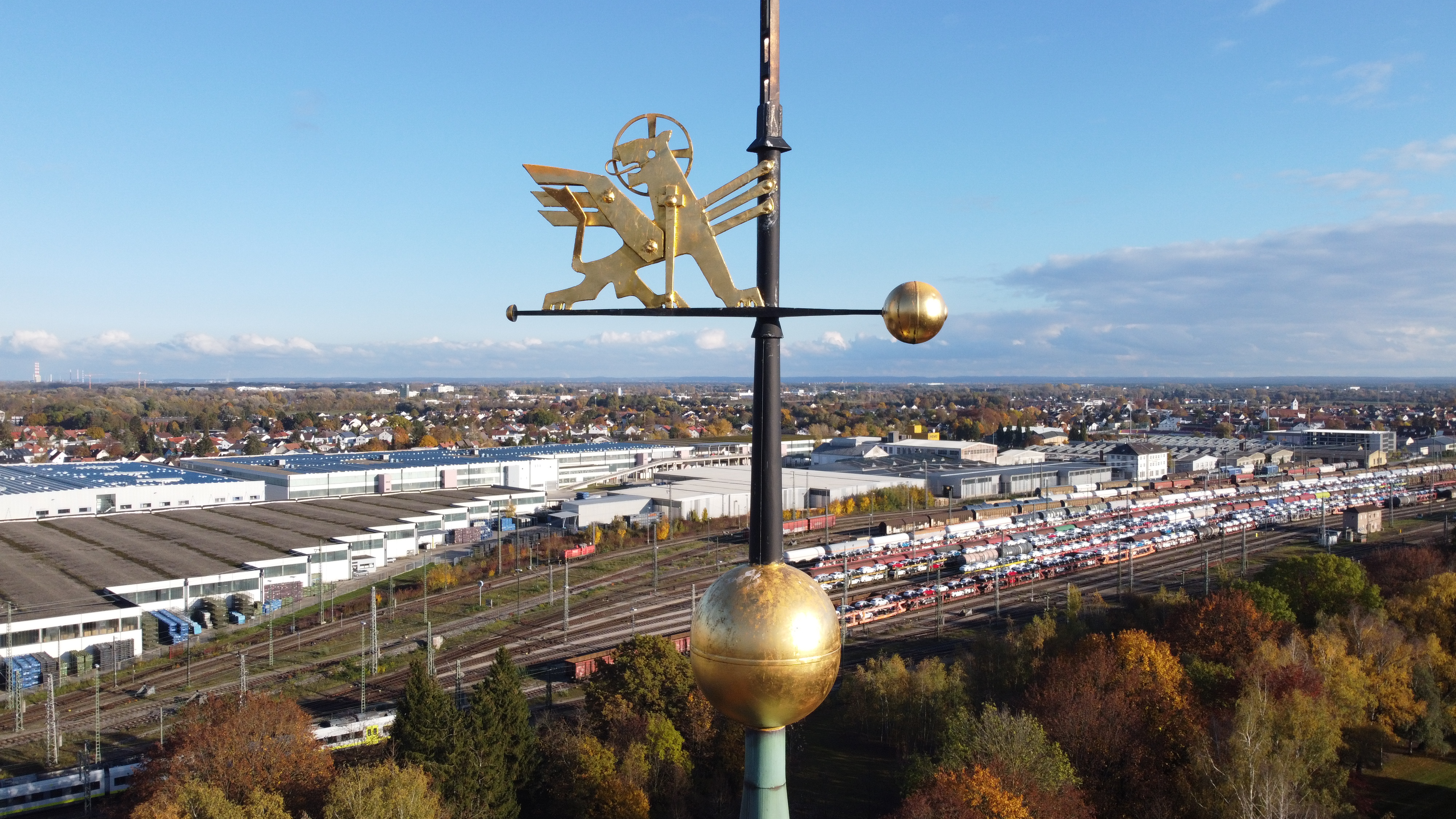
Markuslöwe

Der Markuslöwe wurde als Wetterfahne auf der Spitze des Kirchturms angebracht. Er ist vergoldet und zeigt den geflügelten Löwen – ein klassisches Symbol des Evangelisten Markus.
Die Gestaltung verbindet moderne Formensprache mit traditioneller Symbolik, was gut zur Architektur der Kirche passt.
Ob die darunter angebrachte Turmkugel als Zeitkapsel dient, ist unbekannt.

## Sanierung und Neukonzeption
Das Architekturbüro Thomas Hammer Architekten aus München hat den Ersten Preis im Realisierungswettbewerb zur Sanierung und Neukonzeption der Kirche St. Markus in Ingolstadt gewonnen. Ihr Konzept trägt den Titel:
„Alles unter einem Dach“
Die zentrale Idee: Zusammenführung aller Gemeindefunktionen am Standort der Kirche. Dazu soll das alte, sanierungsbedürftige Gemeindehaus aus den 1970er Jahren aufgegeben werden. Die Gemeinderäume werden in das Kirchengebäude selbst integriert, um die räumliche Trennung durch die Bahngleise zu überwinden.
Die Lösung:
- Umbau der Kirche, sodass sie nicht nur liturgischer Raum bleibt, sondern auch Gemeindearbeit, Begegnung und Verwaltung unter einem Dach ermöglicht.

- Flexible Raumkonzepte, die sowohl für den Alltag als auch für festliche Anlässe geeignet sind.

- Neugestaltung der Freiflächen rund um die Kirche, um Begegnung im Außenraum zu fördern.

- Barrierefreiheit und energetische Sanierung als integrale Bestandteile des Entwurfs.

Jurybegründung:
Die Jury lobte die Lösung als „kreativ, intelligent und zukunftsfähig“, da sie auf die besonderen Herausforderungen des Standorts eingeht – insbesondere die Trennung durch die Bahngleise – und gleichzeitig die Identität der Gemeinde stärkt.